# Донохью, Шела
Шела Донохью (англ. Shelagh Donohoe; род. 22 января 1965, Лоуэлл, Массачусетс) — американская гребчиха, выступавшая за сборную США по академической гребле в конце 1980-х — начале 1990-х годов. Серебряная призёрка летних Олимпийских игр в Барселоне, обладательница двух серебряных медалей чемпионатов мира, победительница многих регат национального и международного значения. Также известна как тренер по гребле.

## Биография
Шела Донохью родилась 22 января 1965 года в городе Лоуэлл, штат Массачусетс. В 1981—1985 годах училась в местной старшей школе Keith Hall, позже ставшей частью Lowell Catholic High School. Затем поступила в Университет Массачусетса в Лоуэлле, получила степень бакалавра в области бизнес-администрирования. На протяжении всех четырёх лет обучения в университете состояла в гребной команде, неоднократно принимала участие в различных студенческих регатах, в том числе становилась бронзовой призёркой на Dad Vail Regatta в Филадельфии.
Дебютировала на взрослом международном уровне в сезоне 1989 года, когда вошла в основной состав американской национальной сборной и выступила на чемпионате мира в Бледе, где в зачёте распашных рулевых восьмёрок заняла шестое место.
В 1990 году побывала на мировом первенстве в Тасмании, откуда привезла награду серебряного достоинства, выигранную в восьмёрках — пропустила вперёд только экипаж из Румынии.
На чемпионате мира 1991 года в Вене выиграла серебряную медаль в программе безрульных четвёрок, уступив в финале только канадским спортсменкам.
Благодаря череде удачных выступлений удостоилась права защищать честь страны на летних Олимпийских играх 1992 года в Барселоне — в составе экипажа, куда также вошли гребчихи Синтия Эккерт, Кэрол Фини и Эми Фуллер, финишировала в финале безрульных четвёрок на второй позиции позади команды из Канады — тем самым завоевала серебряную олимпийскую медаль.
После завершения спортивной карьеры Донохью занялась тренерской деятельностью и в 1994 году возглавила женскую юниорскую сборную США. В период 1994—1996 годов была помощницей главного тренера в командах Гарвардского и Бостонского университетов. В 1996 году была выбрана в Академию женщин-тренеров Национальной ассоциации студенческого спорта. В 1996—2006 годах тренировала гребную команду Северо-Восточного университета, затем в течение многих лет работал тренером в Род-Айлендском университете. Неоднократно включалась в списки лучших тренеров года конференции Atlantic 10.
Член Залов славы спорта школы Lowell Catholic High School и Университета Массачусетса в Лоуэлле (1993).